# SGTA
SGTA‏ (Small glutamine rich tetratricopeptide repeat containing alpha) هوَ بروتين يُشَفر بواسطة جين SGTA في الإنسان.